# Odontophorus nanus
Odontophorus nanus är en isörtsväxtart som beskrevs av L. Bol. Odontophorus nanus ingår i släktet Odontophorus och familjen isörtsväxter. Inga underarter finns listade i Catalogue of Life.

## Bildgalleri

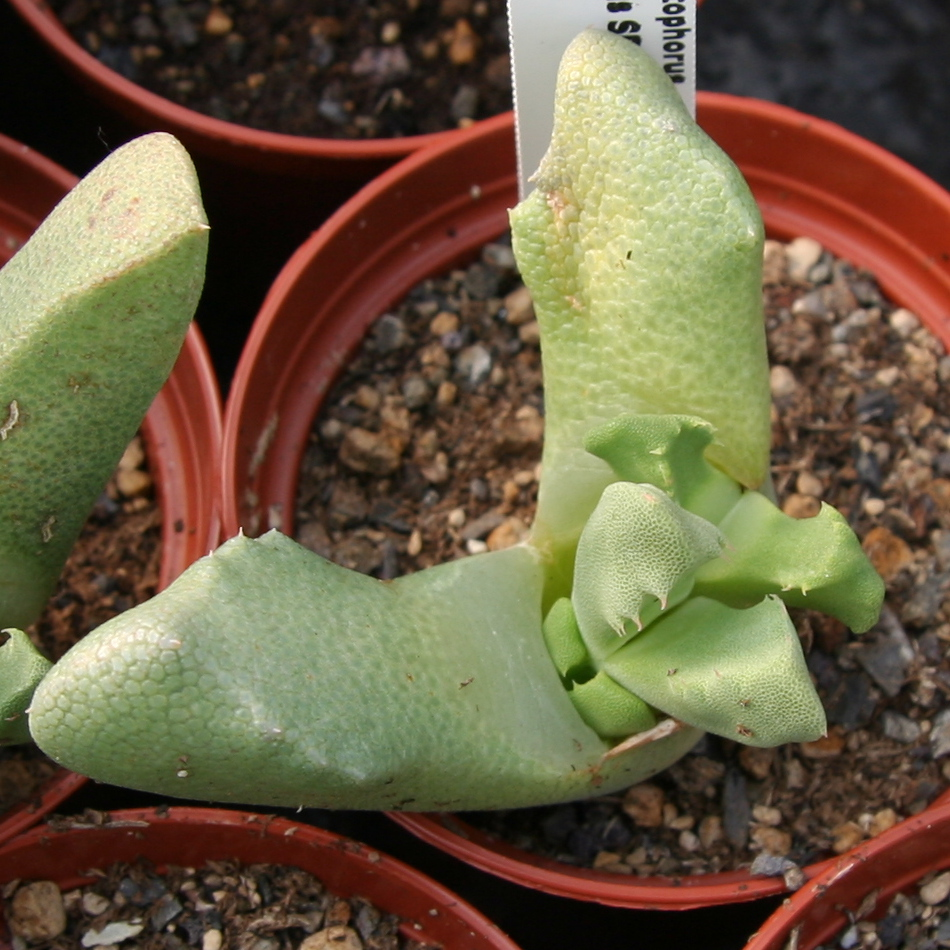